# David Poljanec
David Poljanec (Maribor, 27 novembre 1986) è un calciatore sloveno, attaccante del St. Nikolai im Sausal.

## Carriera
Ha giocato nella massima serie dei campionati serbo, sloveno e cipriota.

## Palmarès

### Individuale
- Capocannoniere della Erste Liga: 1

2011-2012 (19 reti)